# Fliegerabwehrtruppen

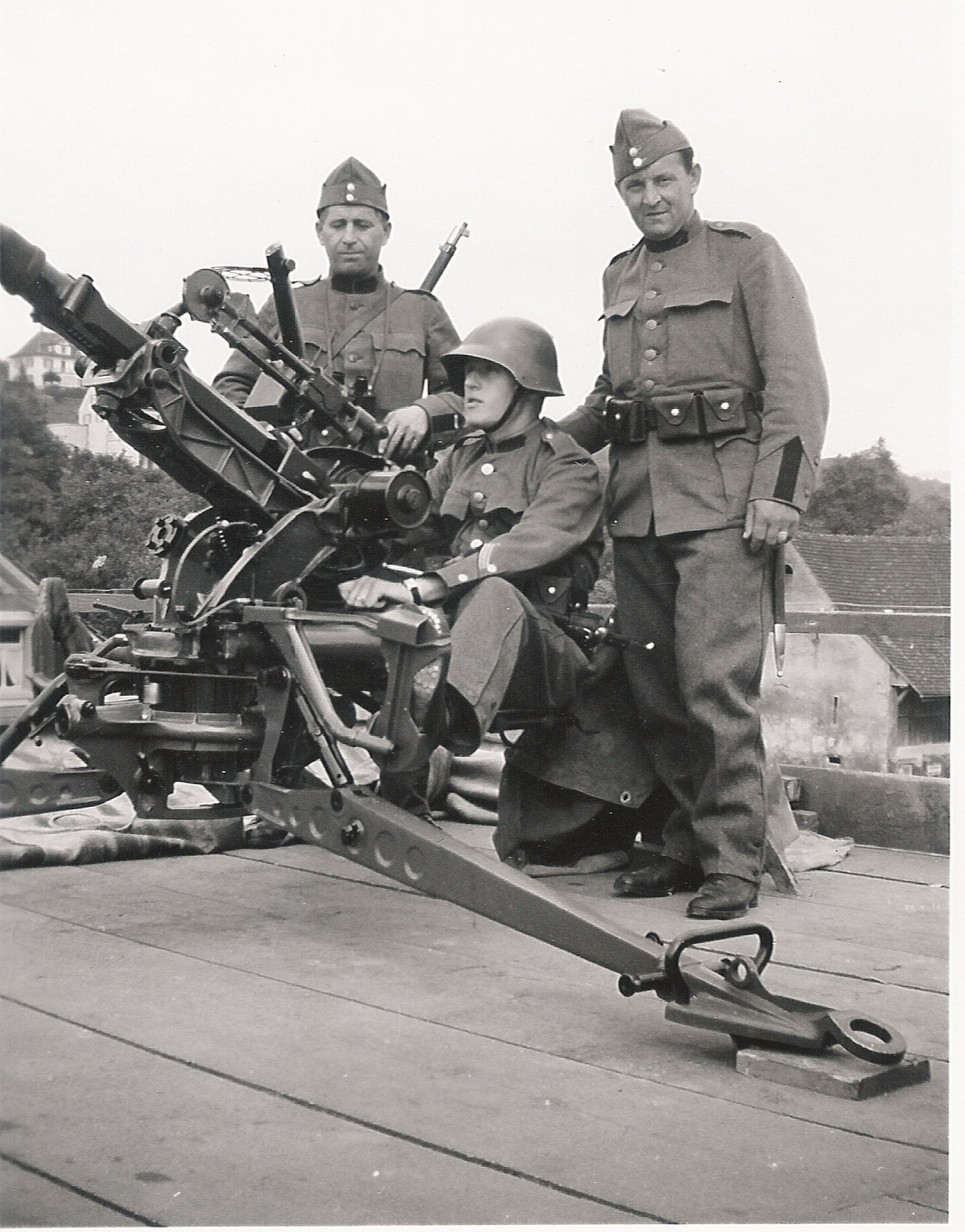
20-mm-Flabkanone Oerlikon schützt Reussbrücke, Mellingen AG, Zweiter Weltkrieg

Die Fliegerabwehrtruppen (Flab Trp) (französisch Défense contre avions DCA, italienisch Difesa contraerea DCA, rätoromanisch Truppa da defensiun cunter aviuns) waren eine Truppengattung der Schweizer Armee. Sie bildeten ab 1936 zusammen mit den Fliegertruppen eine eigene Waffengattung, die Flieger- und Fliegerabwehrtruppen (FF Trp).
Mit der Armee XXI wurde 2003 die Fliegerabwehrbrigade 33 in die Dachorganisation Lehrverband Fliegerabwehr 33 (LVb Flab 33) überführt. Per 1. Januar 2023 wurde die Brigade in Bodengestützte Luftverteidigungsbrigade 33 (BODLUV Br 33) umbenannt.

## Erster Weltkrieg und Zwischenkriegszeit
Während des Ersten Weltkriegs wurde die Flab nur improvisiert durchgeführt. Die Schweizer Armee führte 1915 die ersten Vorschriften für den Beschuss von Flugzielen mit Infanteriewaffen (Infanterie Flab) mit dem Gewehr und dem Maschinengewehr 11 ein. Das Kriegsgeschehen in der Nähe des Pruntruter Zipfels führte zu zunehmenden Grenzverletzungen durch fremde Flieger. Deshalb beschloss die Armeeführung eine Fliegerabwehrbatterie aus dem Forte Airolo (7.5-cm-Feldgeschütze auf Pivot, Seitenrichtwinkel 360°, Höhenrichtwinkel 80°, kein bindendes Schiessverfahren, Schrapnellgeschosse) in die Ajoie zu verlegen.
Die Infanteriefliegerabwehr war mit dem Problem konfrontiert, dass es für das menschliche Auge nicht möglich ist, Flugzeuge auf Distanzen über 2 km rechtzeitig zu erkennen und unterscheiden zu können und die Flabkanoniere Gefahr liefen, eigene Flugzeuge abzuschiessen. Dies führte zum Aufbau einer wirkungsvollen Luftspähorganisation, die mittels Erkennungstafeln in der Lage war, die im Einsatz stehenden elf deutschen, 13 französischen und zwei englischen Flugzeugtypen von den eigenen Flugzeugen unterscheiden zu können. Mangels entsprechenden Schiessübungen konnte bis zum Kriegsende kein fremdes Flugzeug abgeschossen werden.
1927 wurden erstmals Fliegerabwehrrekruten als Flabkanoniere auf dem Monte Ceneri ausgebildet und 1935 erfolgte der Aufbau einer wirkungsvollen Fliegerabwehr.
In der Studie „Memorial Luftschutz“ von Oberst Bandi, die er im Auftrag des Eidgenössischen Militärdepartementes (EMD) verfasst hatte, beschrieb er die Schwierigkeiten des aktiven und passiven Luftschutzes.
Die politische Entwicklung, die rasante technische Entwicklung in der Luftkriegsführung und die massive Aufrüstung in den europäischen Nachbarstaaten in der Zwischenkriegszeit bewog den Bundesrat im Oktober 1936, die Flieger- und Fliegerabwehrtruppen zu einer eigenständigen Waffengattung zu erklären und der Chef EMD Rudolf Minger verfügte den Aufbau einer Abteilung für Flugwesen und Fliegerabwehr (AFLF) mit einem Divisionär an der Spitze. Chef der Abteilung AFLF und Waffenchef wurde der bisherige Kommandant des Fliegerwaffenplatzes Dübendorf, Oberst Bandi. Im Sommer 1936 fand in Kloten die erste Rekrutenschule der Fliegerabwehr mit drei Offizieren, 49 Unteroffizieren und Rekruten und folgenden Waffen und Geräten statt: Vier 7.5-cm-Flab-Kanonen «Vickers», ein Kommandogerät «Sperry», ein Telemeter 3-m-Basis «Barr & Stroud», vier 20-mm-Oerlikon-Kanonen, ein Flabscheinwerfer «Siemens», ein Horchgerät «Elaskop».
Im Juni 1937 wurden acht Flabgeschütze «Oerlikon» 20 mm bestellt. Ab Juni 1938 wurden weitere 28 20-mm-Flab-Kanonen «Oerlikon» ausgeliefert. Zusätzlich wurden 7.5-cm-Flab-Kanonen, 60 34-mm-Flab-Kanonen KTA sowie 20-mm-Flab-Kanonen der Eidgenössischen Waffenfabrik (W+F) bestellt. Ausserdem wurden von Zeiss Jena Zeiss-Stereo-Telemeter 1.25 Basis mit 20-facher Vergrösserung und einem Messbereich zwischen 250 und 20.000 m bestellt. Kantone, Städte und grosse Industriebetriebe beschafften sich Flabwaffen für den eigenen aktiven Luftschutz (Ortsflab).
Im 1938 wurde erstmals versuchsweise auf dem nachmaligen Schiessplatz Zuoz/S-chanf geschossen.
Ende 1939 besass die Leichte Fliegerabwehr 131 20-mm-Flab-Kanonen Oerlikon und die Schwere Flab 23 7.5-cm-Flab-Kanonen Modell «Schneider» und vier 7.5-cm-Flab-Kanonen Modell «Vickers».

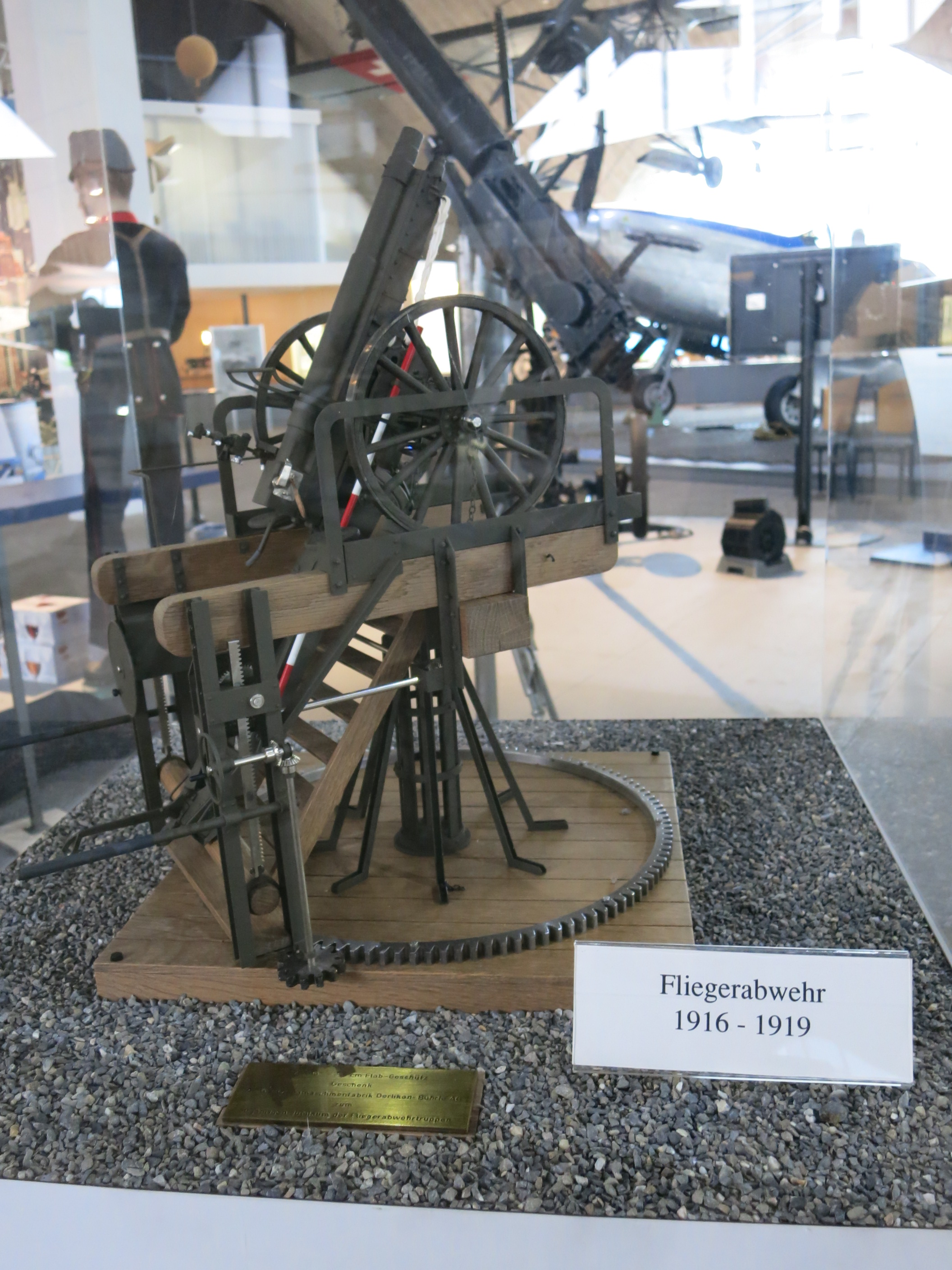
7.5-cm-Feldkanone auf Drehgestell «Gotthardkanone» 1916–1919
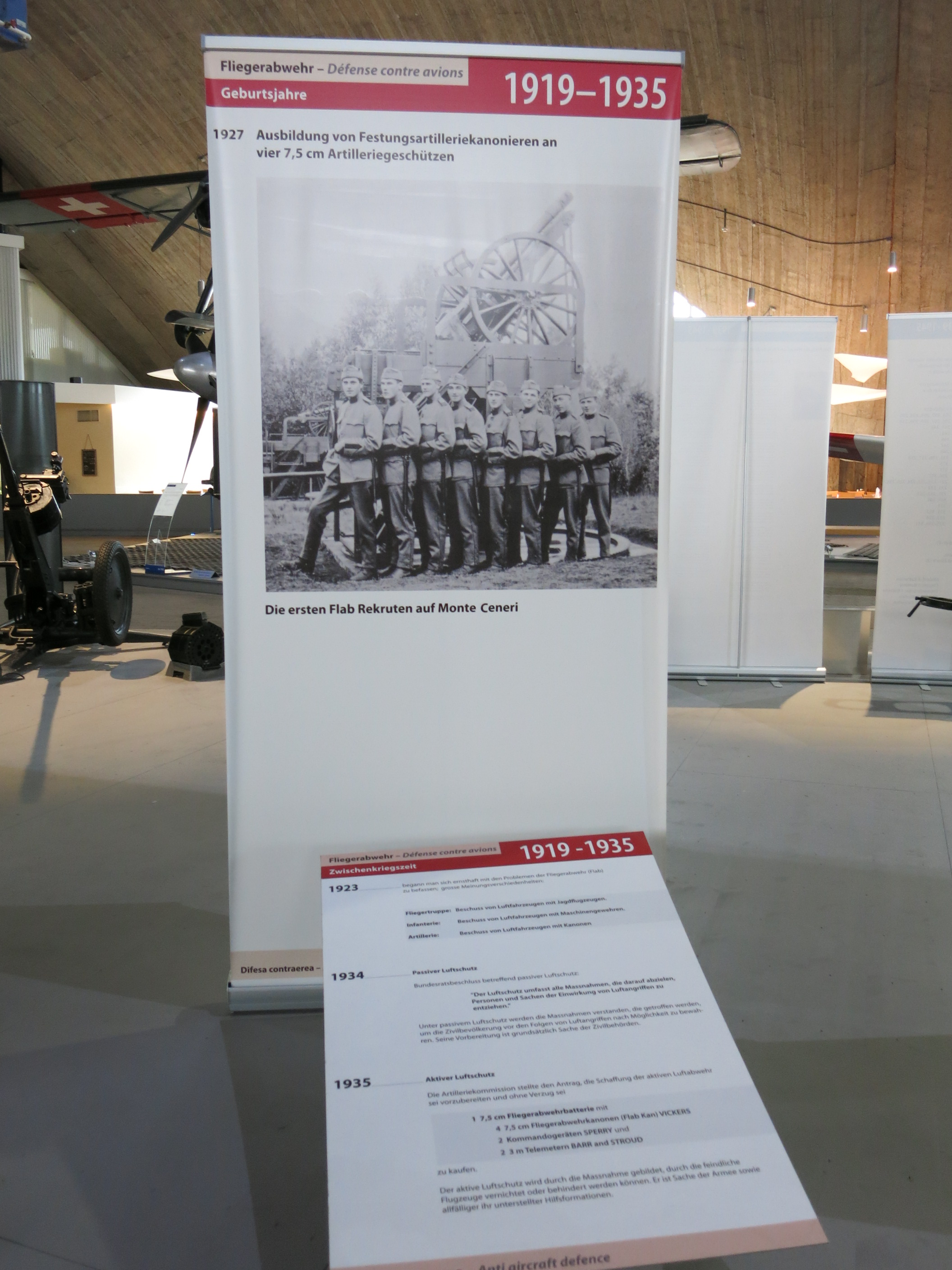
Flab-Rekrutenschule Monte Ceneri 1919–1935
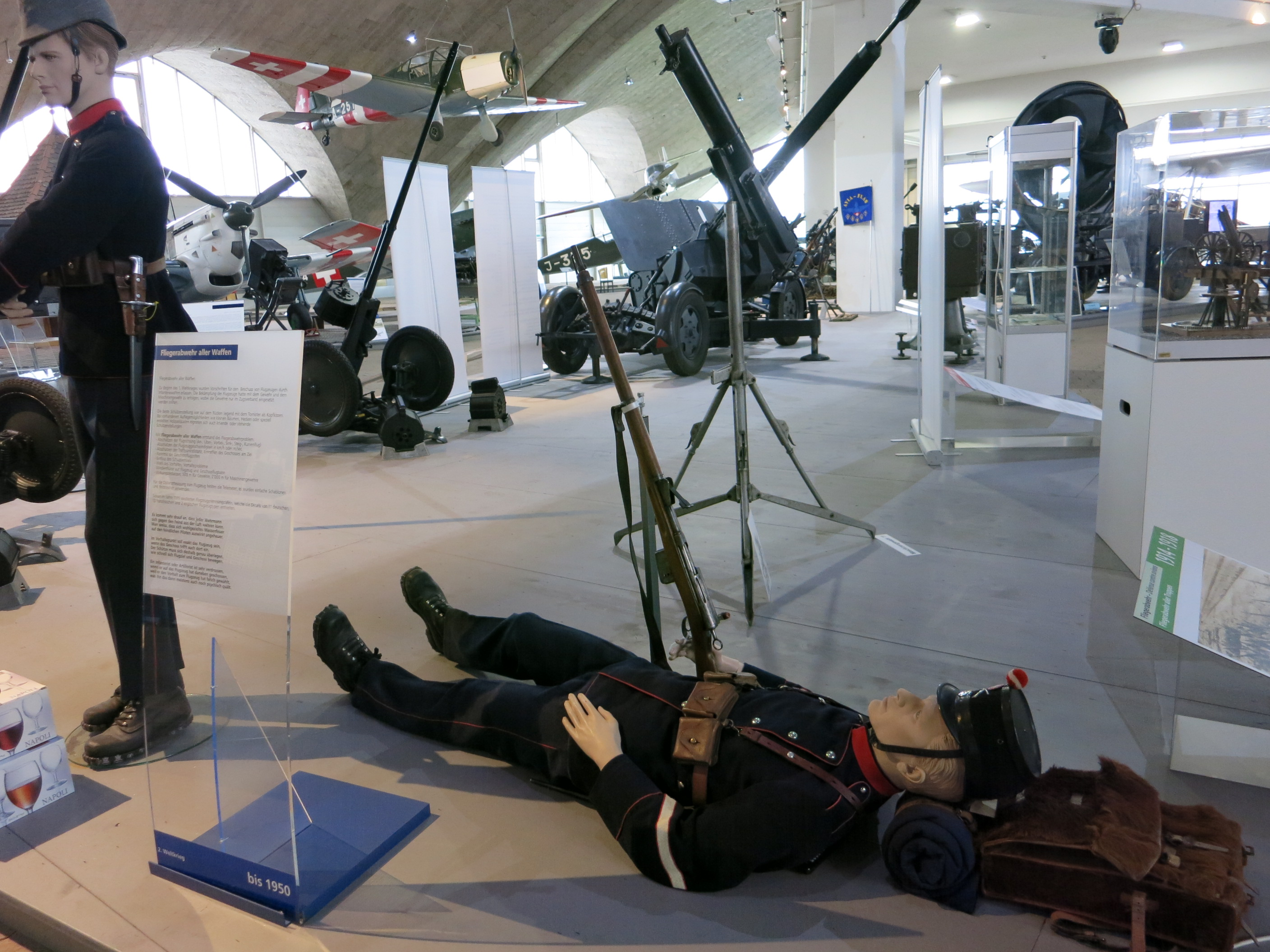
Infanterie-Flab
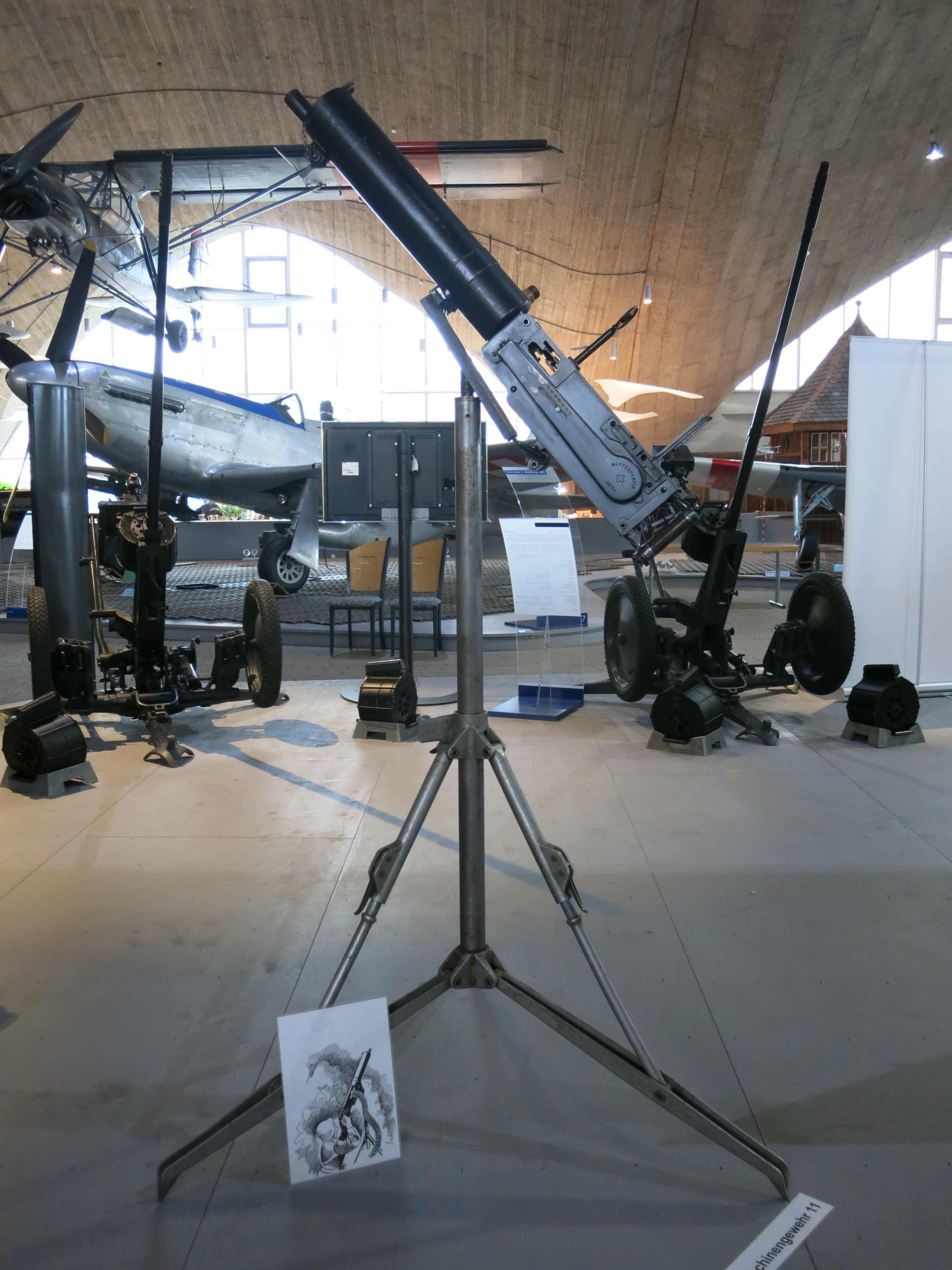
Maschinengewehr 11 (Mg 11)

## Zweiter Weltkrieg
Während des Zweiten Weltkriegs waren die Flieger- und Flabtruppen die einzigen mit Feindberührung.
Der Bundesrat bot auf den 29. August 1939 neben dem Grenzschutz die Flieger- und Flabtruppen auf. Die ebenfalls mobilisierte Ortsflab Zürich besass 21 20-mm-Flab-Geschütze.
Die Fliegerabwehr verfügte über folgende Truppen mit insgesamt 663 Wehrmännern:
- Zwei 7.5-cm-Flab-Batterien (Flab Bttr 20–21)
- Sechs 20-mm-Flab-Bttr 22–27 (je sechs bis 10 20-mm-Flab-Kanonen)
- Zwei 20-mm-Ortsflab-Bttr 301–302
- Zwei Flab-Scheinwerfer Kompanien 28–29
- 34-mm-Ortsflab Bttr (geplant)

Die 7.5-cm-Flab wurden zum Schutz der Flugplätze in Dübendorf und Thun stationiert.
Die für Deutschland bestimmten Oerlikon-Geschütze wurden nach dem Kriegsbeginn nicht mehr ausgeliefert, sondern der schweizerischen Fliegerabwehr übergeben. Bis Ende 1940 erhielt die Armee weitere 131 20-mm-Flab-Kanonen Oerlikon. Damit kein Mangel an Bedienungsmannschaften entstehen konnte, wurden 50.000 20- bis 40-jährige Hilfsdienstpflichtige nachträglich für diensttauglich erklärt und davon 18.000 als «Nur Flab-diensttauglich» nachgemustert.
Bei der 2. Mobilmachung am 10. Mai 1940 hatte die Armee 15 20-mm-Flab-Einheiten und 5 Flab-Abteilungen. Bei Grenzverletzungen durch deutsche Flieger im Jura wurde am 8. Juni 1940 eine deutsche Messerschmitt Bf 110 durch die Schweizer Flab getroffen und stürzte bei Nunningen ab. Am 20. Juni 1940 verbot General Guisan auf Druck von Deutschland der Flugwaffe den Luftkampf über der Schweiz, nachdem die Schweizer Flieger elf deutsche Maschinen abgeschossen hatten. Die Wahrung der schweizerischen Lufthoheit musste durch die Schwere Flab erfolgen, weil die hoch fliegenden Flugzeuge nur mit 7.5-cm-Kanonen bekämpft werden konnten. Diese konnte dem Überflug des schweizerischen Luftraums durch deutsche, englische und amerikanische (ab August 1943) Bombengeschwader nur wenig entgegensetzen.
1941 wurde der L-Flab-Schiessplatz Savièse (34-mm-Flab) eröffnet und die Armee besass 59 L Flab Bttr mit 520 20-mm-Geschützen sowie 370 Telemeter 1.25 m Basis von Wild Heerbrugg. Die Fliegerabwehr war 1942 das ganze Jahr in Bereitschaft, kam aber nie zum Schuss. Die Armeekorps bekamen je einen Chef Flieger und einen Chef Flab. 1943 wurde die 20-mm-Flab zum Schutz der Gotthard- und Simplon-Linien und der Flugplätze im Mittelland und im Réduit gegen Tieffliegerangriffe und plötzliche Überfälle eingesetzt.
Aufgrund der Landung der Alliierten 1944 in der Normandie wurde die ganze Fliegerabwehr mobilisiert. Die Treffgenauigkeit der Schweren Flab wurde von den Besatzungen der in der Schweiz infolge Flabbeschuss abgestürzten oder zur Landung gezwungenen Flugzeuge als präzise beurteilt. Hingegen gab es kaum Treffer der Leichten Flab. Nachforschungen ergaben, dass das Feuer auf zu grosse Distanz eröffnet und oft schnell fliegende Flugzeuge im Vorbeiflug beschossen wurden. Seit 1943 seien die Fliegerabwehrtruppen in Gluringen und Reckingen zu Gast, erklärte Jean-Claude Dutoit anlässlich der 60-Jahre-Feier der Flab 1996 in Gluringen.
Im Februar 1945 schoss eine der zum Schutz des Bahnhofes Chiasso eingesetzten 20-mm-Flab-Batterien ein amerikanisches Jagdflugzeug des Typs „Thunderbolt“ ab. Von 1943 bis 1945 schoss die Schweizer Fliegerabwehr neun Flugzeuge der Alliierten ab, die in den neutralen Schweizer Luftraum eingedrungen waren, und die Fliegertruppen weitere sechs.
Ende 1945 besass die Armee 67 leichte Flab Bttr mit 1.504 20-mm-Flab-Kanonen und 51 schwere Batterien Kaliber 7.5 cm sowie 14 Scheinwerferkompanien. Die Flab hatte 2.000 Kanonen (274 7,5 cm; 278 34 mm; 1.448 20 mm), mit jenen der Infanterie und der Festungen waren es insgesamt rund 4.000 Flab-Geschütze. Dazu kamen zwölf 20-mm-Batterien und 33 34-mm-Batterien der Ortsflab. Der Flabschiessplatz Brigels wurde in diesem Jahr eröffnet.

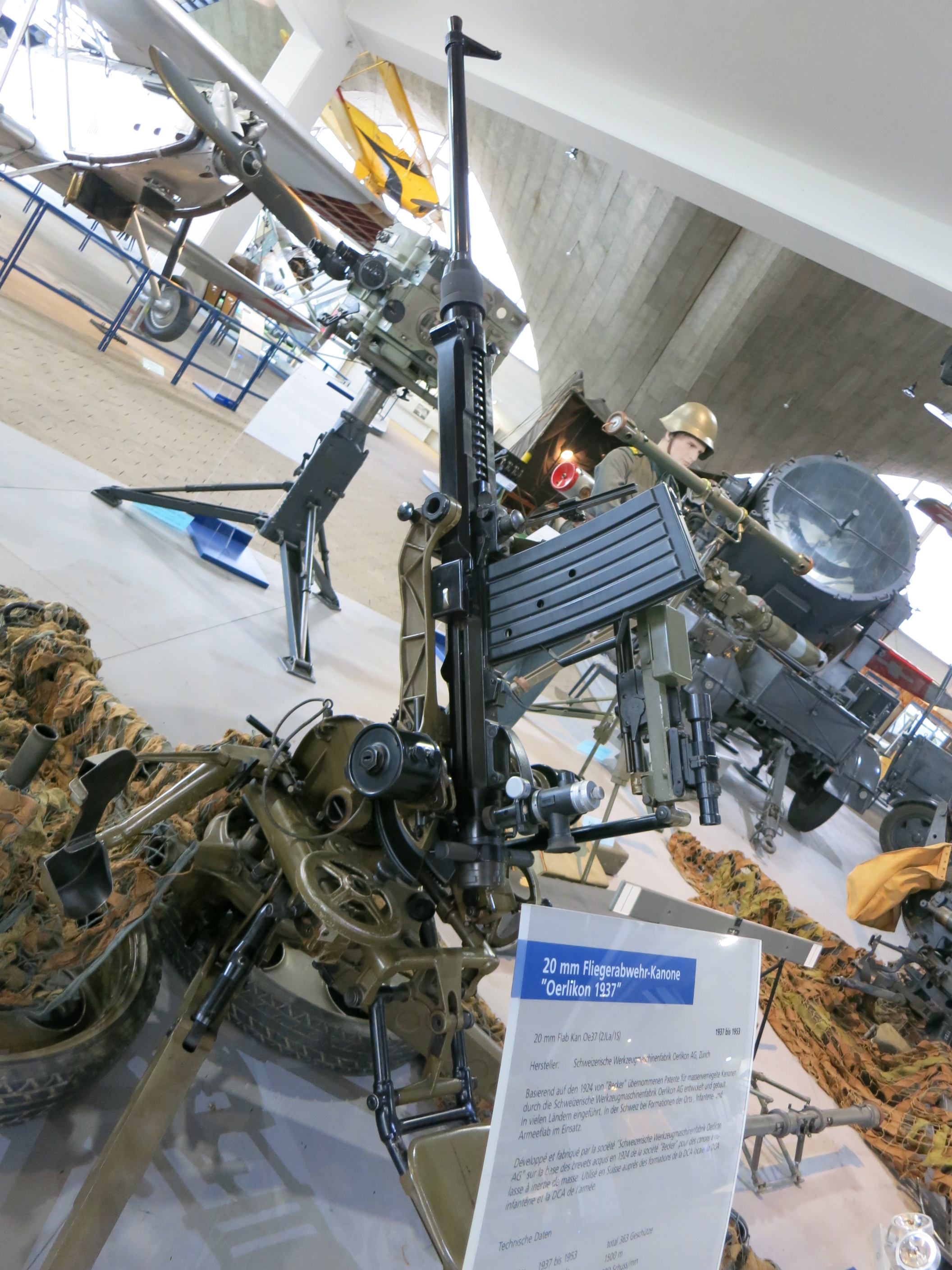
20-mm-Flab-Kanone Oerlikon 1937–1953
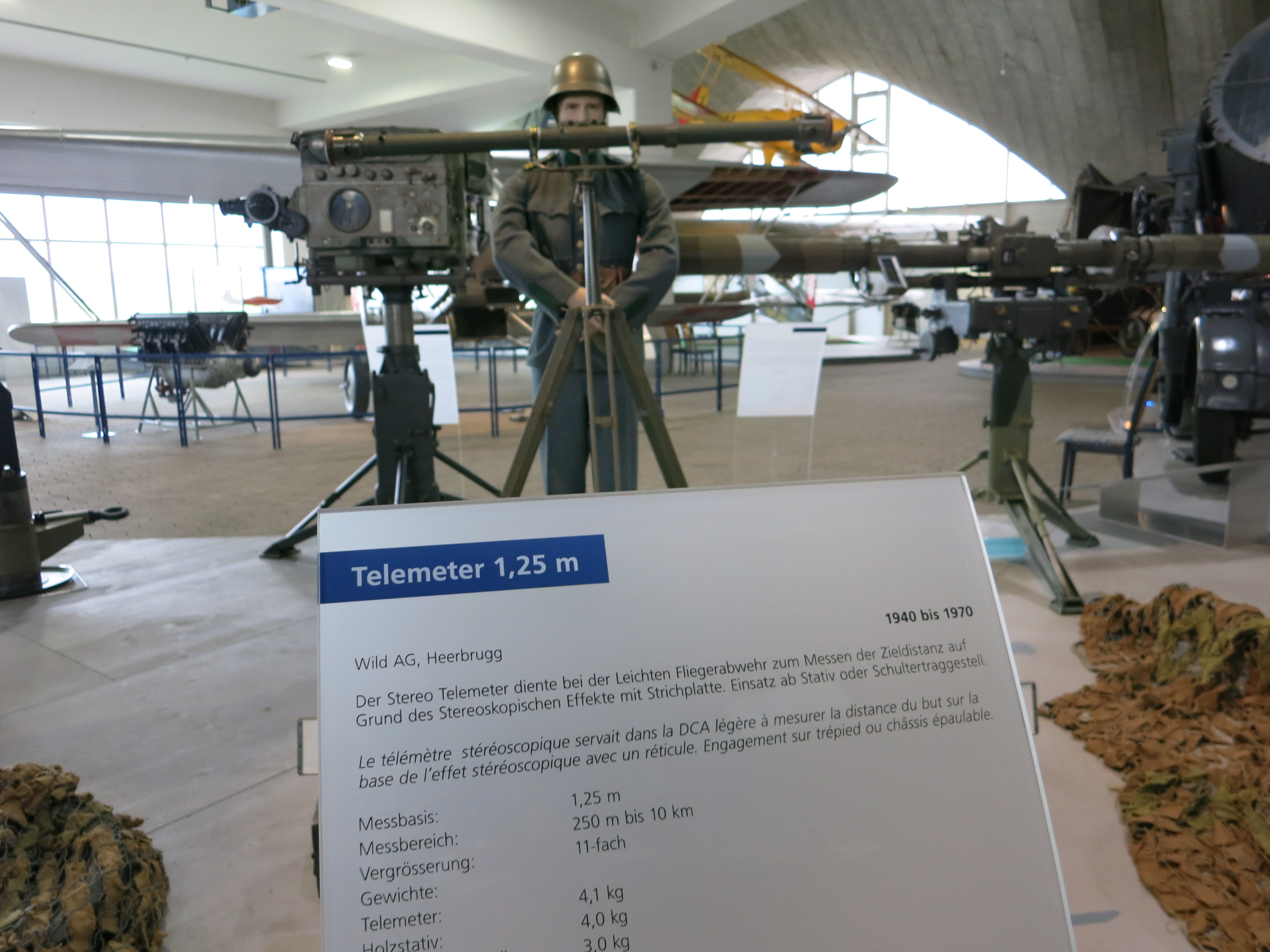
Telemeter 1.25 m 1940–1970
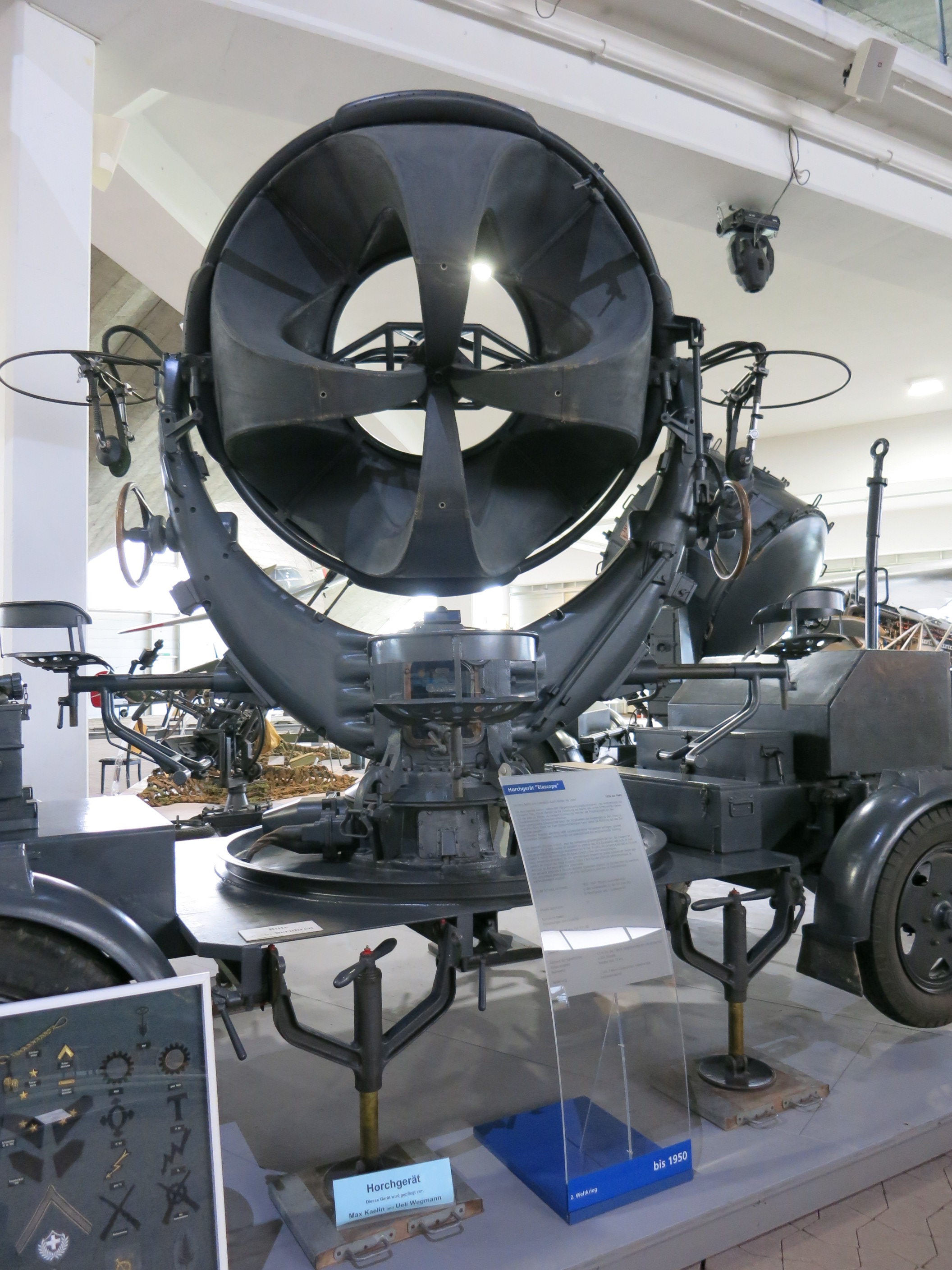
Horchgerät Elaskop 1936–1950
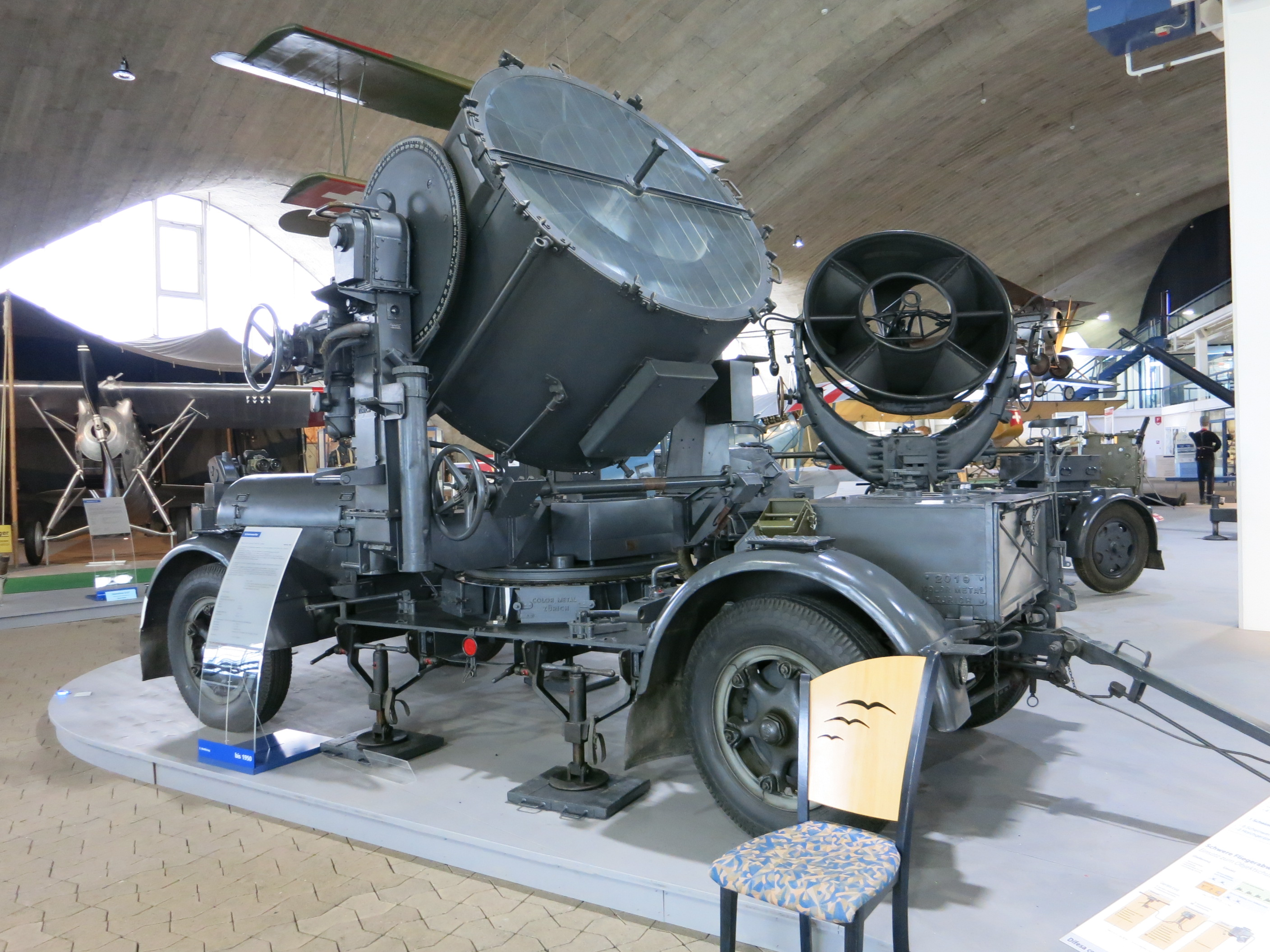
Scheinwerfer 1936–1967

## Kalter Krieg
1946 wurde die Motorisierung der Flab aus Beständen (Willis Jeeps, Dodge-WC) der US-Armee verstärkt. Die 20-mm-Flab-Züge der 36 Füsilierbataillone wurden 1949 als selbständige motorisierte Flab-Kompanien den zwölf jeweiligen Regimentern unterstellt.
Mit der Truppenordnung 1951 hatte die Flab folgende Bestände: elf Flabregimenter mit zwei schweren und einer leichten Flab Abteilung, 15 mobile leichte Flabbatterien in den Divisionen, Leichten Brigaden und Festungsbrigaden, 21 Flugplatzflabbatterien, die Stauwehrflababteilung 121 (neu), zwölf Flabkompanien in zwölf Infanterieregimentern.
In den 1950er-Jahren wurden die ersten Radargeräte eingeführt: Das SFR Luftraumüberwachungssystem (1955–1966) war das erste flächendeckende Luftraumüberwachungssystem (Frühwarn- und Führungsradar ER-200, SFR-Höhenradarantenne, LGR-1-Radar) der Schweizer Luftwaffe. Das Zielzuweisungsradar TPS-1E (ZZR) (1958–1989) war ein Rundsuch-Impulsradargerät für die Schwere Flab. Das Feuerleitradar Mark VII (1958–1967) ersetzte die Suchscheinwerfer und Horchgeräte. Bis 1961 waren die Scheinwerferkompanien auf das Zielzuweisungsradar umgeschult. Mit dem Rüstungsprogramm 1954 wurde die Leichte Flab mit 900 20-mm-Flab-Kanonen 54 Oerlikon (Reichweite bis 1500 m) modernisiert. 1957 fand in S-chanf ein Demonstrationsschiessen für die Presse statt mit den Kalibern 20 mm, 34 mm und 7,5 cm. Bei dieser Gelegenheit wurde auch über zwei Exemplare einer 30-mm-Hispano-Suiza-Vierlingskanone mit vollelektronischer Feuerleitanlage orientiert, welche versuchsweise beschafft worden war.
1960 wurde das nach dem Zweiten Weltkrieg für die Flab-Schiessausbildung geschaffene und seither auf 80 Flieger ausgebaute Schleppfliegerkorps als selbständiges Zielfliegerkorps 5 (ZFK 5) in die FF-Truppen eingegliedert.

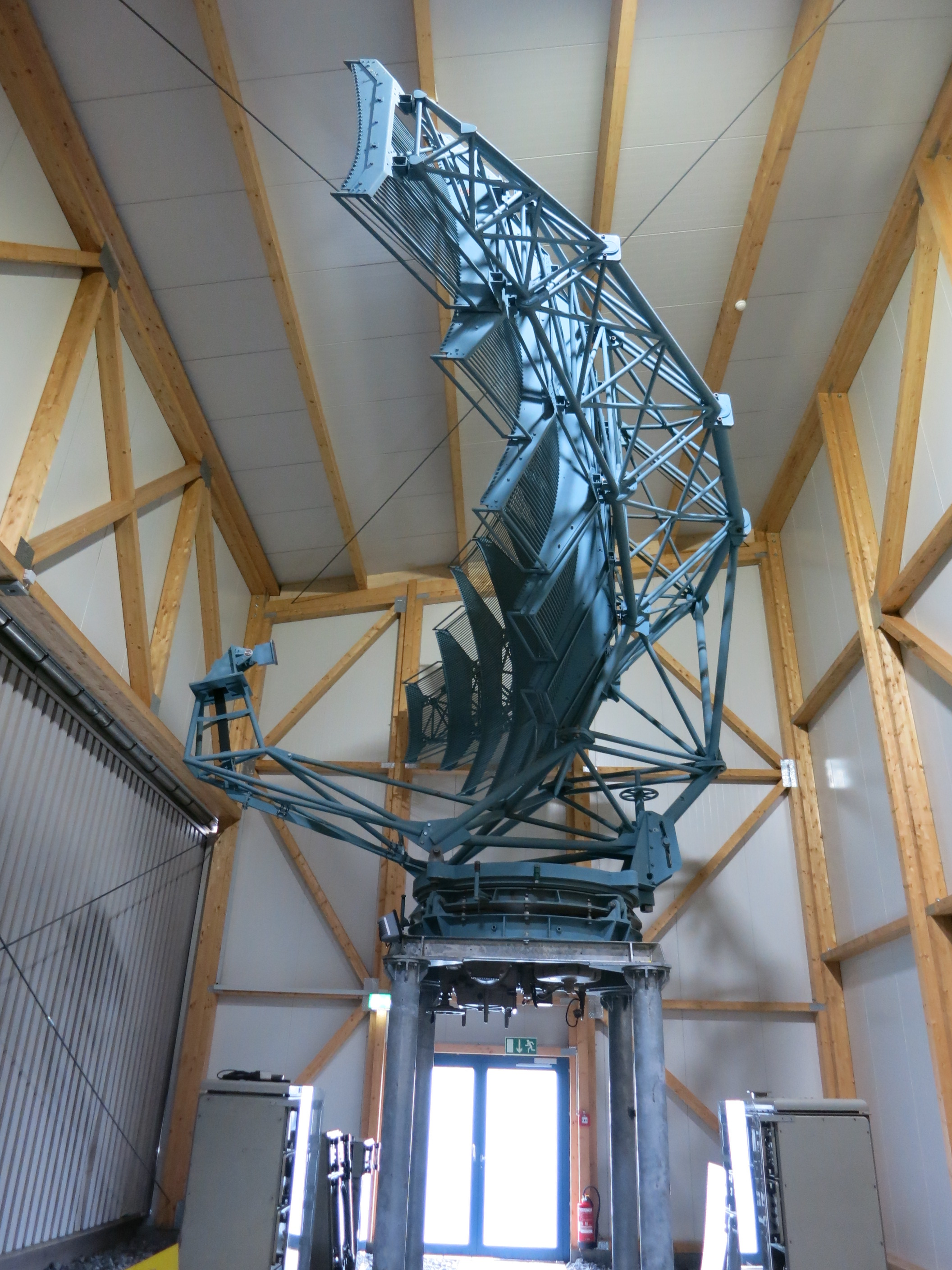
Frühwarnführungsradar ER-220, erste Radarluftraumüberwachung 1955–1966
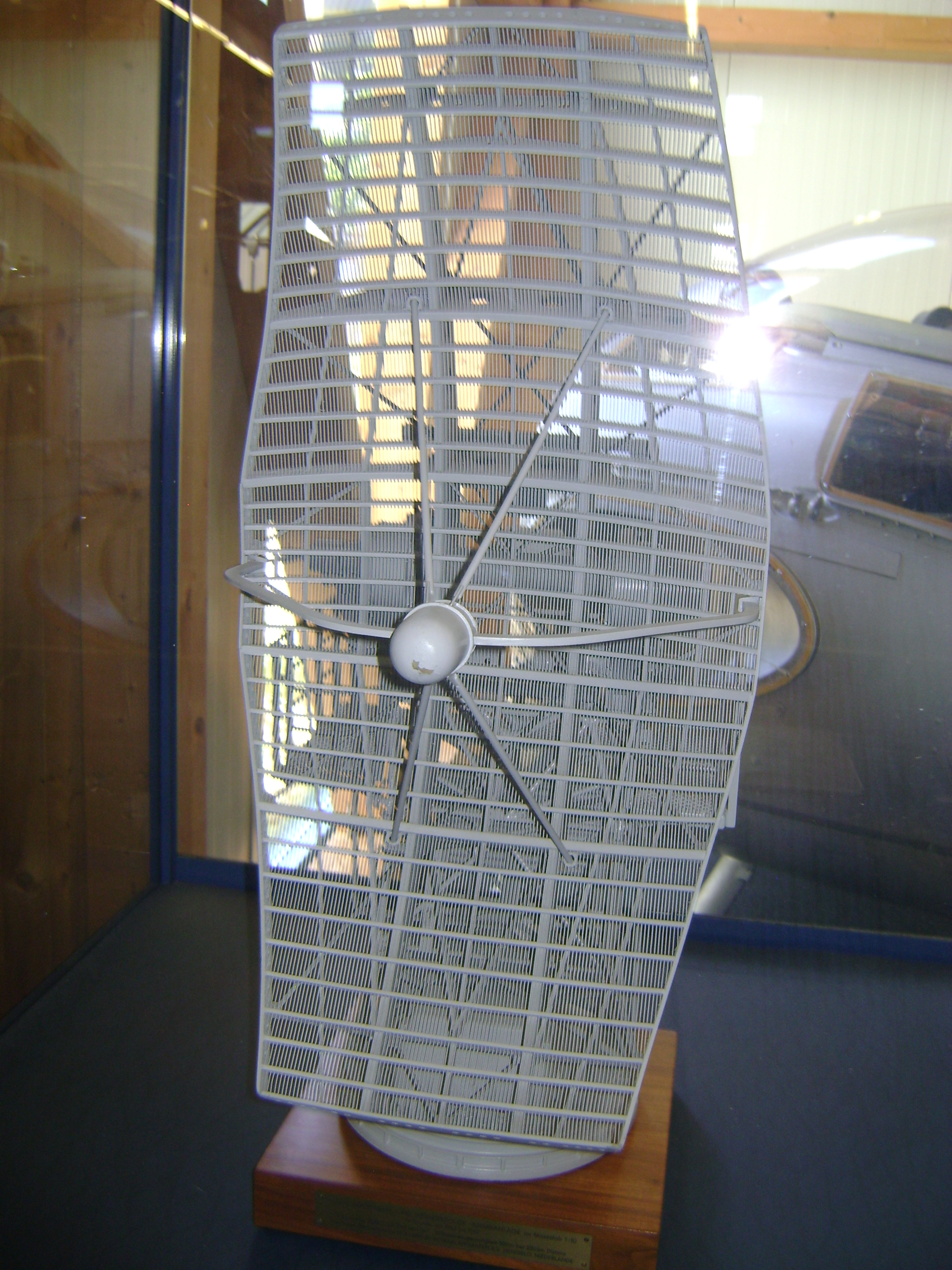
SFR-Höhenradarantenne
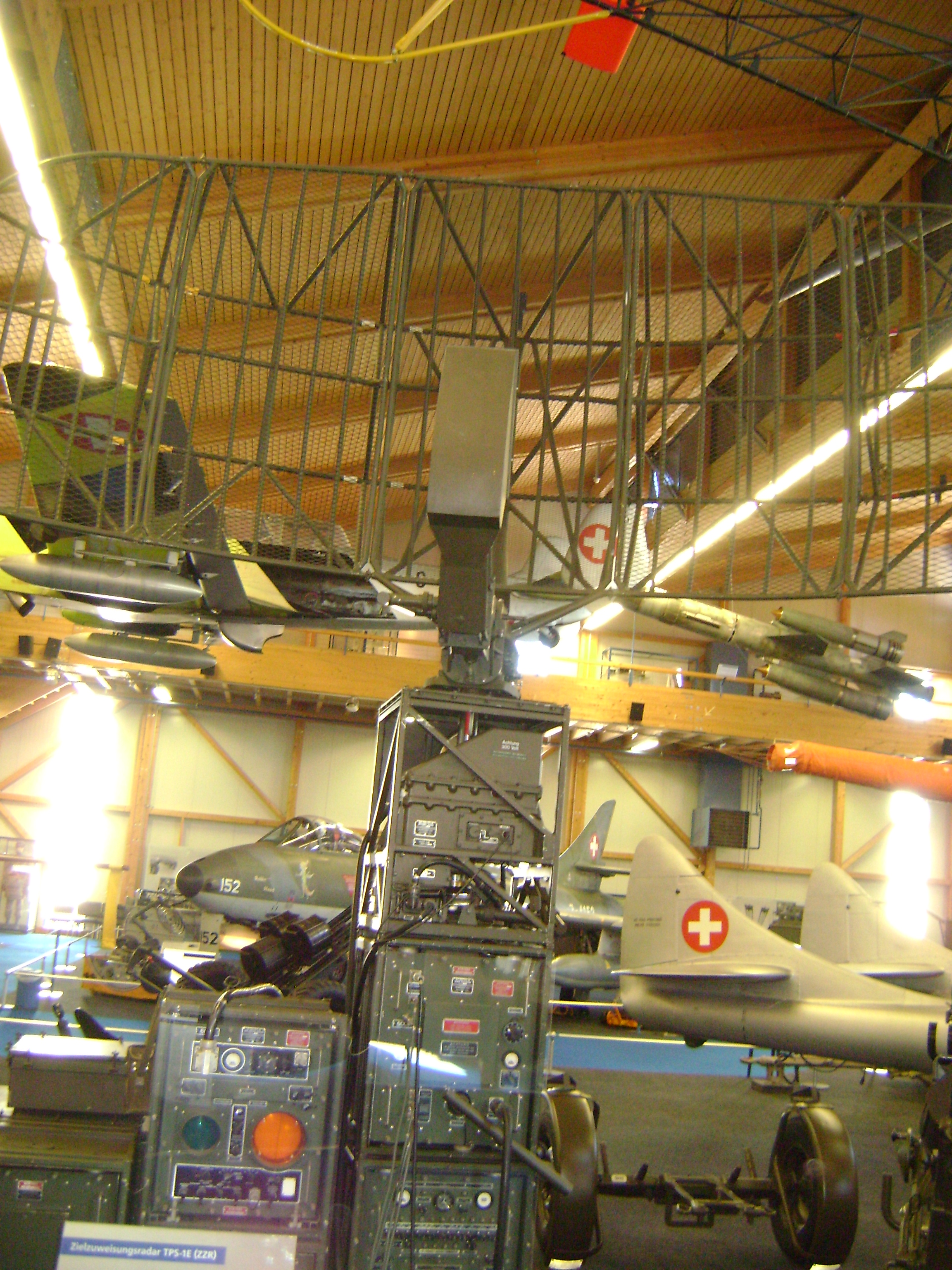
Zielzuweisungsradar TPS-1E
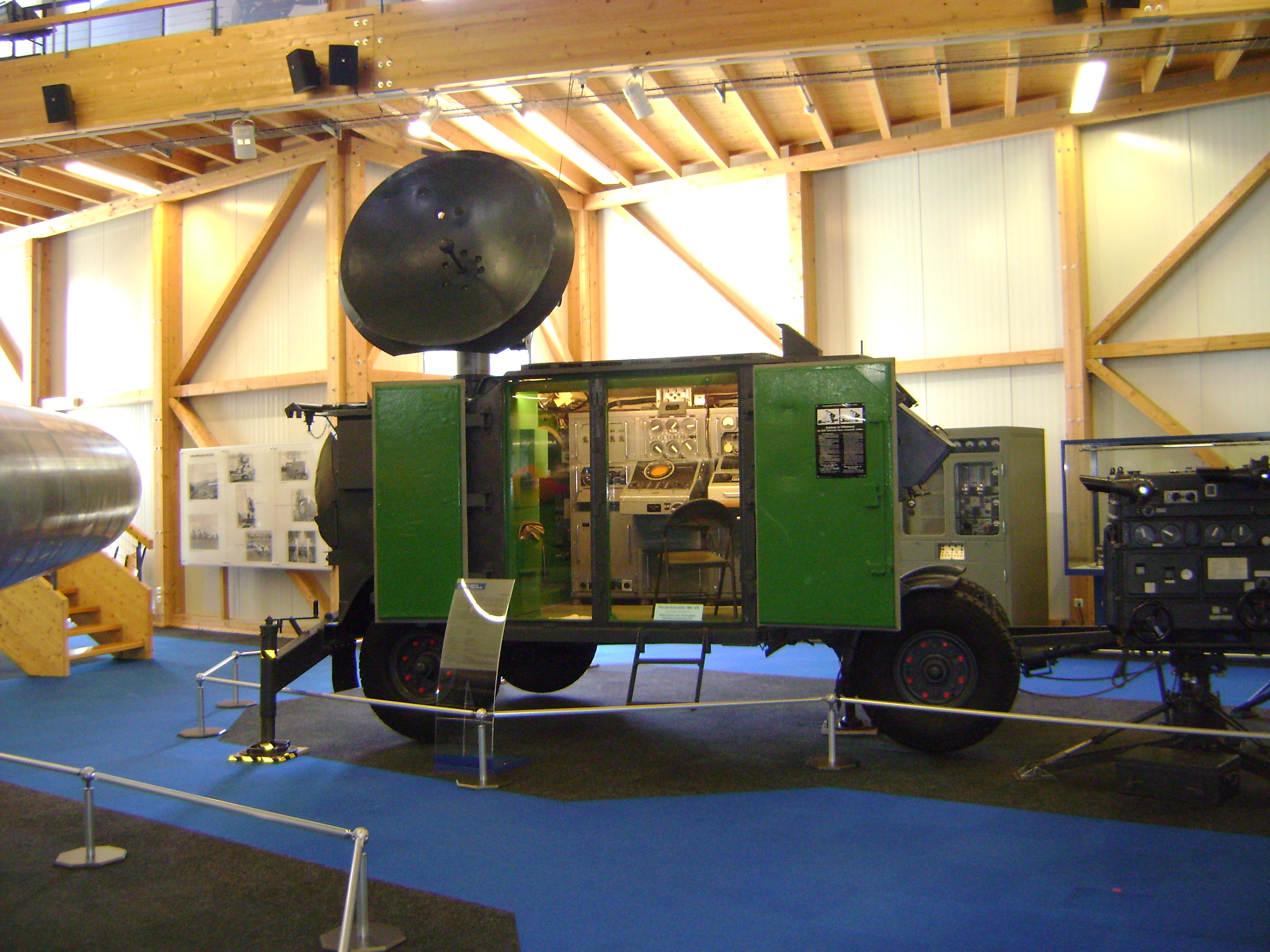
Feuerleitradar Mark VII

### Armee 61
Die Flab wurde 1963 mit der Beschaffung der Oerlikon 35-mm-Zwillingskanone und des Feuerleitgerätes «Superfledermaus» sowie des Mitte der 1960er-Jahre eingeführten Flab-Lenkwaffensystems BL-64 Bloodhound zur modernen Waffengattung. Die «Bloodhound»-Feuereinheiten wurden in das Führungssystem Florida integriert. Von 1964 bis 1968 wurden die schwere Flab auf die mittlere Flab umgerüstet und umgeschult.
Im Rahmen der Reorganisation des Kommandos der Flieger- und Fliegerabwehrtruppen wurde 1964 die Flab-Brigade 33 mit einem Bestand von 15.000 Mann – einem Drittel aller Flabangehörigen – geschaffen. Die Flugplatzflab wurde 1964 auf die 20-mm-Flab-43/57-Drillingskanone umgerüstet. 1968 wurde der Abteilung für Flugwesen und Fliegerabwehr AFLF das Kommando der Flieger- und Fliegerabwehrtruppen (KFLF) übergeordnet. Zum Schutz der unterirdischen Höhenstellungen (2100 bis 3200 m ü. M.) der Flieger-Radar Kompanien wurden 1969 20-mm-Flab-Zwillingskanonen 54/60 Oerlikon auf Sockellafette aufgestellt.
Schon früh war die Technik des Spiegelschiessens beim Training der Flugabwehr Boden-Luft bekannt. Bis mindestens im Jahr 1957 wurde mit dieser Technik auch noch mit grosskalibriger Flak auf fliegende Ziele geschossen. In einer Quelle wird erwähnt, dass auch «mit 900 km/h fliegende» Venom-Flugzeuge mit schwerer Flab derart „beschossen“ wurden. Wie auch noch 40 Jahre später schossen die Kanoniere auf Schweizer Fliegerschiessplätzen dabei auf ihr Ziel, indem sie auf ein Spiegelbild des Flugzeuges zielten, aber 180 Grand in die entgegengesetzte Richtung des anfliegenden Flugzeuges ins Zielgebiet feuerten. Bereits ab 1967 kam die Schussfehlervermessungsanlage SFV 67 zum Einsatz. Das System arbeitete mit Fotos von zwei Spezialkameras und Radar. Die Auswertung mit einem Lochbandsystem für die Radardaten dauerte nicht unter zwei Stunden, da deren Daten über Telex in ein Rechenzentrum und zurück übermittelt werden mussten. Das System konnte auch das Spiegelschiessen auswerten (im Jahr 1977 auch als «Versetzt-Schiessverfahren» bezeichnet). Für 1978 war laut Quelle aus dem Jahr 1977 die Einführung der neuen Vermessungsanlage SFV 71 erwartet worden, welche einen über einen eigenen Rechner zur rascheren Auswertung verfügte. Die ab 1990 entwickelte und Ende 1995 in S-chanf und 1996 in Gluringen eingeführte Schussfehlervermessungsanlage SFV 90 stellt die Auswertung in Echtzeit zur Verfügung. Immer noch verfolgen und vermessen dabei Kameras die Flugbahnen der Geschosse und des erfassten Zieles, deren Bahnen im Rechner virtuell übereinandergelegt werden.
Die eidgenössischen Räte bewilligten 1970 die Beschaffung des digitalen Allwetter-Feuerleitsystems «Skyguard» zur Bekämpfung von Tieffliegern. Es lieferte jede Sekunde eine Luftlagekarte im Umkreis von 15 km. Ab 1975 wurden alle 35-mm-Feuereinheiten mit dem neuen Feuerleitsystem ausgerüstet, die letzte Einheit wurde am 27. Oktober 1983 in Gluringen ausgeliefert. 1972 wurde die Stauwehrflab aufgelöst sowie die Ausbildung der blauen (schwere) und grünen (leichte) Flab angeglichen. Die Fliegerbeschussanlagen im Churer Rossboden und im Gasterntal wurden nun ebenfalls von der blauen Flab benutzt.
Im Jahre 1972 verfügte die Fliegerabwehr über rund 1500 Geschütze 20 mm, 128 Feuereinheiten 35 mm mit Feuerleitgerät «Superfledermaus» sowie neun «Bloodhound»-Batterien an sechs festen Standorten. Mit diesen Mitteln war eine wirkungsvolle Allwetterabwehr von hochfliegenden Überschallflugzeugen, der Objektschutz gegen Direktangriffe aus der Luft und die Bekämpfung der luftmobilen Verbände auf dem Gefechtsfeld möglich.
1974 wurde die Zielfehleranzeigeanlage Florett (ZFA64) für die 20-mm-Flab eingeführt. Am 1. Juni 1979 wurde die Abteilung für Flugwesen und Fliegerabwehr (AFLF) zum Bundesamt für Militärflugwesen und Fliegerabwehr (BAFF) umbenannt.
In S-chanf wurde 1976 der verlegte Schiessplatz von Zuoz/S-chanf eröffnet. Die Neuanlage hatte sich nach Lawinenniedergängen zwischen 1951 und 1968 aufgedrängt, bei welchen wiederholt Infrastruktur zerstört worden war.
Die Inf Flab Rekrutenschule (RS) Chur wurde 1980 zur Flab RS 247, welche auf dem inzwischen modernisierten Flabschiessplatz Grandvillard stationiert wurde und als Sommerschule zur Durchführung gelangte.
Dem Einsatz von Helikoptern und Drohnen für Aufklärungs- und Kampfaufgaben in den 1980er-Jahren konnte die Leichte Flab nur durch Ergänzung der 20-mm-Flab mit einem kostengünstigen, flexiblen System auf der unteren taktischen Stufe begegnen. Dieses sollte ein vom Hochgeschwindigkeits-Tiefflugzeug bis zum Kampfhubschrauber umfassendes Zielspektrum in niedrigen und mittleren Höhen mit hoher Erstschusstrefferwahrscheinlichkeit bekämpfen können. Im Falklandkrieg von 1982 und im Krieg in Afghanistan wurden für dieses Aufgabenspektrum tragbare Einmann-Flugabwehr-Lenkwaffen (Manpads) eingesetzt.
1983 wurden 250 20-mm-Flab-Kanonen 54 für die Festungs- und leichten Flugplatzbatterien nachbeschafft, mit denen die 20-mm-Flab-Kanonen 38 W+F der Festungsflab und die 20-mm-Flab-Kanonen 43/57 Drilling der Flugplatz-Flab abgelöst wurden.
Die Leichte Flab-Abteilung 24 wurde 1984 im am 24. Oktober eröffneten Ausbildungszentrum in Emmen auf das Flab-Lenkwaffensystem Rapier umgeschult und zur Mobilen Fliegerabwehrlenkwaffen-Abteilung 11 unbenannt. Rapier wurde vor allem für die Fliegerabwehr der mechanisierten Verbände eingesetzt. Die leichte Flab-Abteilung 25 und Teile der L Flab Abt 21 wurden umgeschult, 1986 in eine mobile Flablenkwaffenabteilung (Rapier) umgewandelt und der mechanisierten Division 4 unterstellt.
Die Fliegerabwehr setzte sich 1987 aus folgenden Einheiten zusammen, die über das dichteste und wirkungsvollste terrestrische Fliegerabwehrsystem in Europa verfügten:
- Flab-Brigade 33 (einem dreisprachigen Verband) mit sieben Regimentern und 220 35-mm-Flab-Kanonen.
- Flab-Lenkwaffenregiment 7 mit weitreichenden Boden-Luft-Lenkwaffen «Bloodhound»
- Jede Division verfügte über eine Mobile Leichte Flab-Abteilung mit 20-mm-Flab-Kanonen 54. In den Mechanisierten Divisionen war zusätzlich je eine Flab-Lenkwaffenabteilung mit dem Waffensystem Rapier eingegliedert.

Mit dem Rüstungsprogramm 1980 wurden gesamthaft 60 Rapier-Feuereinheiten beschafft. Weitere Leichte Flab-Verbände waren in anderen Formationen wie Festungs- und Grenzbrigaden sowie Flugplatz-Flab-Abteilungen eingeteilt. Gesamthaft standen etwa 1500 20-mm-Flab-Kanonen 54 im Einsatz.
Mit der Mob L Flab Abt 7 begann 1993 die Umschulung aller Batterien I und II der leichten Flabformationen der Divisionen und Brigaden der Schweizer Armee auf die mit programmierbarer Steuersoftware ausgerüstete L Flab Lwf Stinger Post RMP (Rüstungsprogramm 1989).

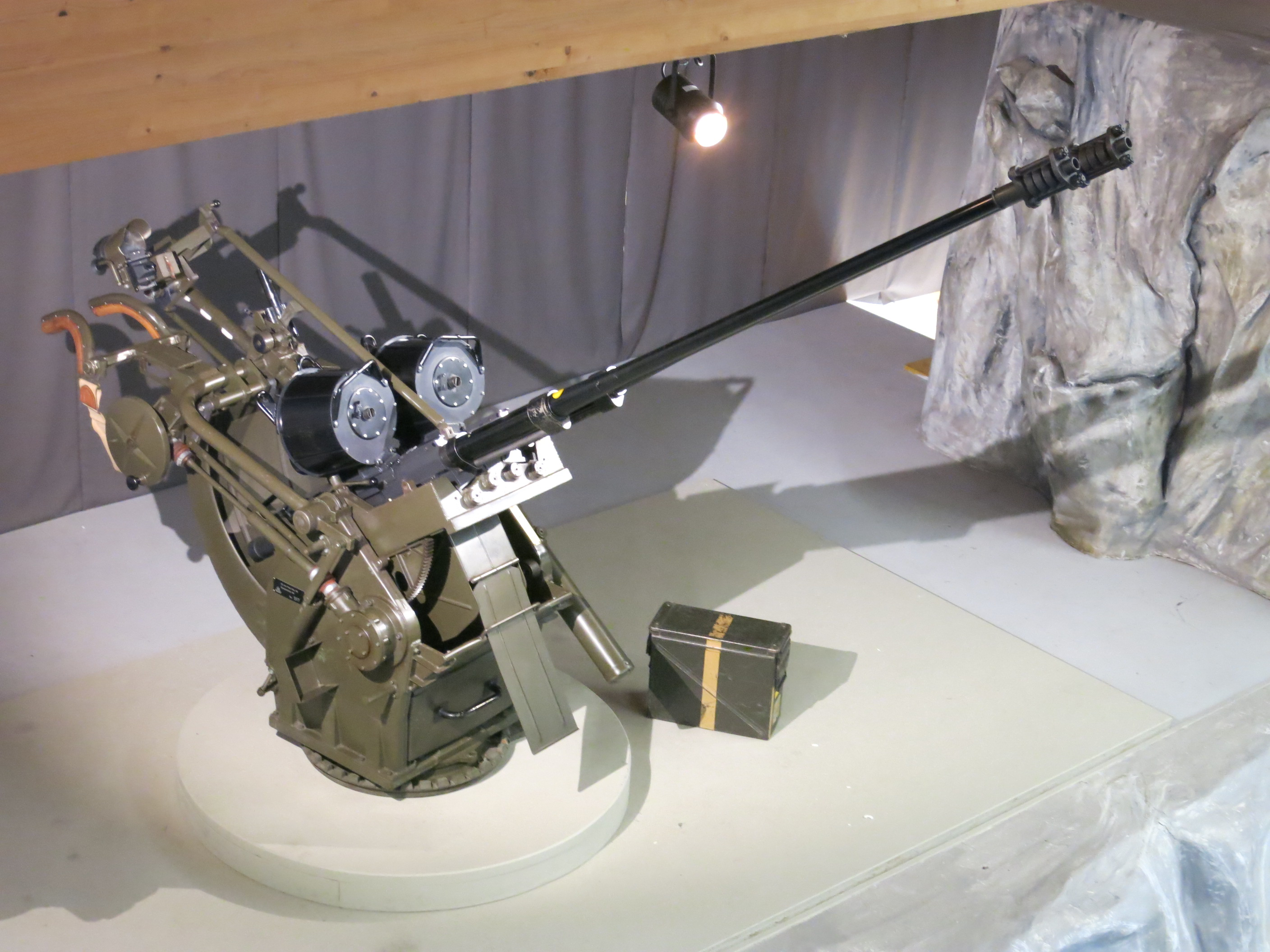
20-mm-Flab 54 Zwilling 1954–1993
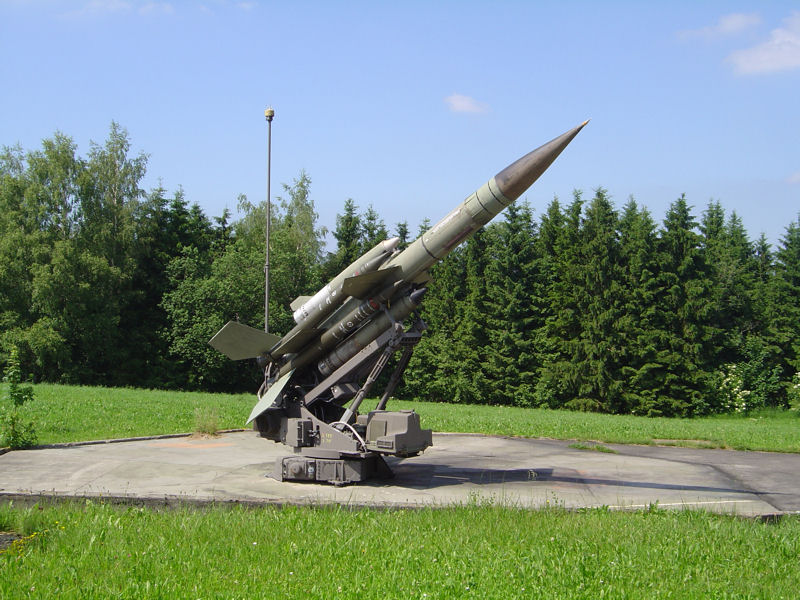
Bloodhound BL-64 1964–1999 (Gubel)
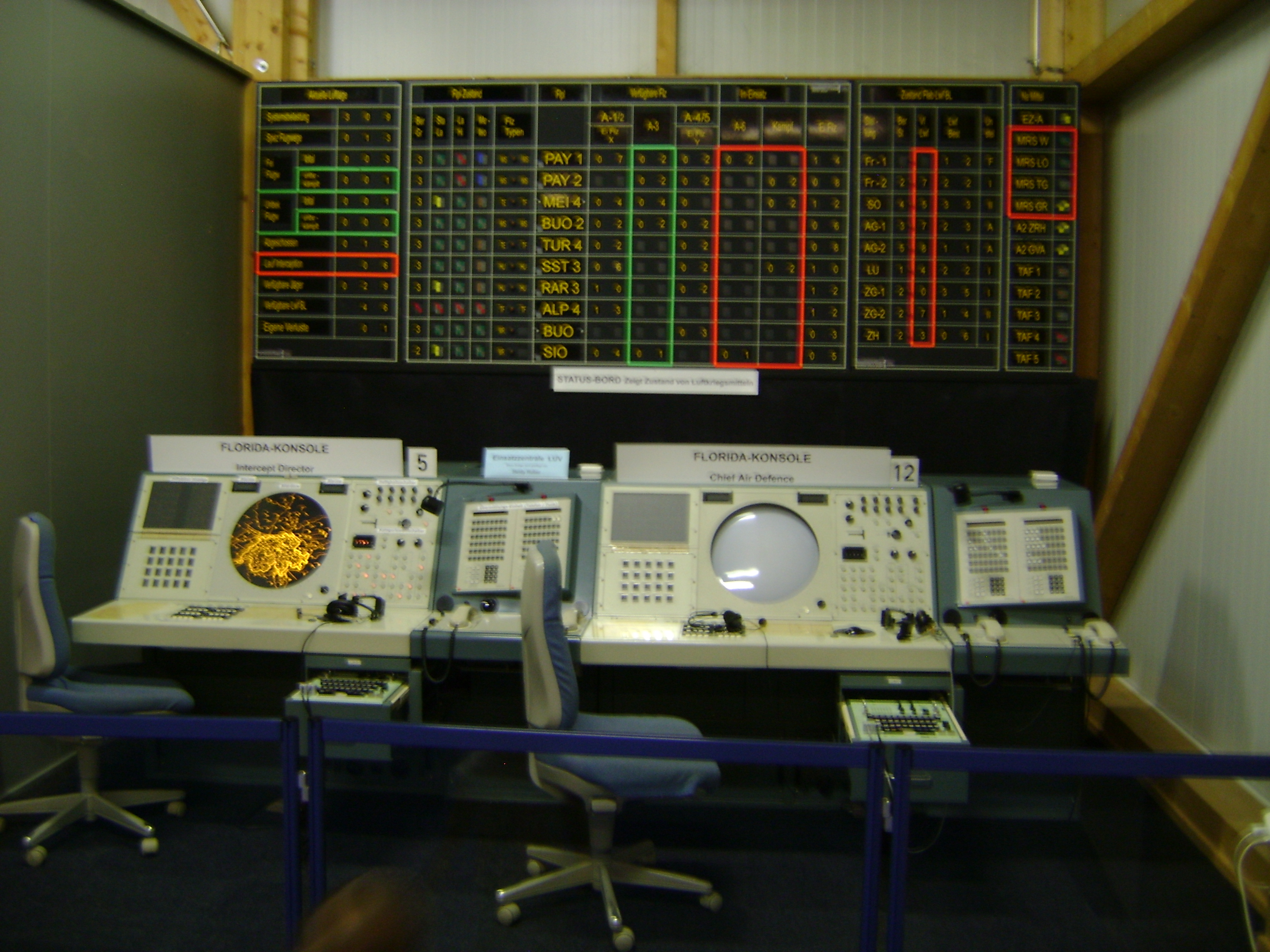
Führungssystem Florida 1970–2004
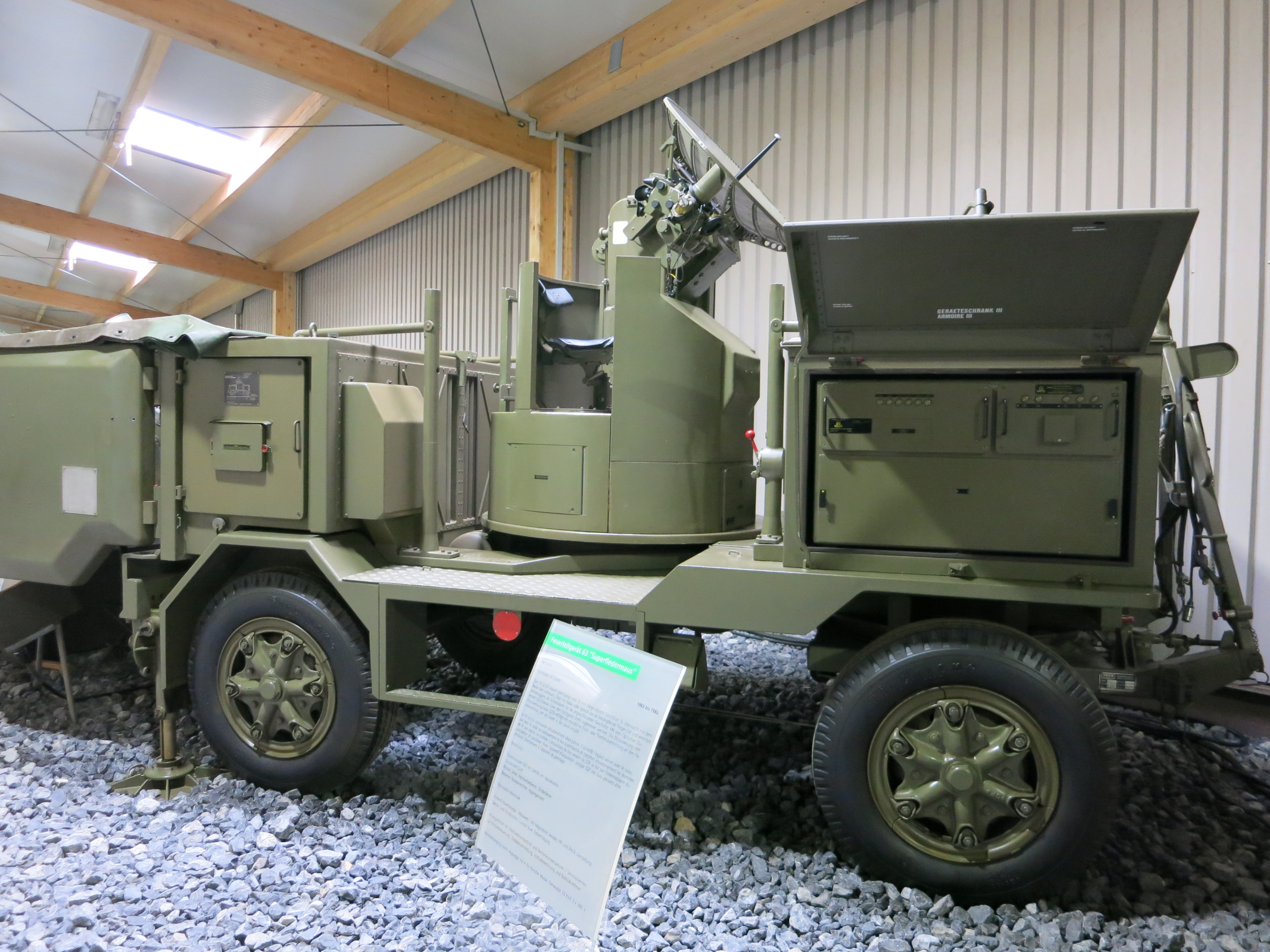
Feuerleitgerät 63 «Superfledermaus» 1963–1982

### Armee 95 (1995–2003)
Die Flabdichte im Verhältnis des zu schützenden Luftraumes war 1996 hoch:
- 56 FE Mob Flab Lwf Rapier
- 90 FE Mittlere Flab 35 mm
- 480 FE L Flab Lwf Stinger
- 102 FE L Flab Kan 20 mm

Allerdings fehlten Flabmittel zwischen der grossen Wirkungshöhe des Systems BL-64 und den kurzen Einsatzdistanzen der übrigen Waffensysteme (zwischen 1.5 und 7 km). Keines dieser Waffensysteme konnte Boden-Boden-Lenkwaffen und Luft-Boden-Lenkwaffen bekämpfen. Marschflugkörper konnten nur bekämpft werden, wenn sie frühzeitig erfasst werden konnten.
Die Leichten Flab-Züge auf den Höhenstellungen der Flieger-Radarkompanien mit ihren 20-mm-Flab-Zwillingskanonen 43/60 wurden Ende 1993 aufgelöst, Ende 1997 wurde die 20-mm-Flab ausgemustert und 1999 die «Bloodhound».
Das elektronische FEBEKO System 2000 zur schweizweiten automatischen Koordination von Fliegereinsätzen und Fliegerabwehrfeuer ab Einsatzzentrale bis auf die Stufe Feuereinheit wurde ab 1999 flabweit eingeführt. Die landesweite Koordination des Flabfeuers mit den Bewegungen der eigenen Flugwaffe war notwendig, damit im Ernstfall nicht eigene Flugzeuge abgeschossen wurden.

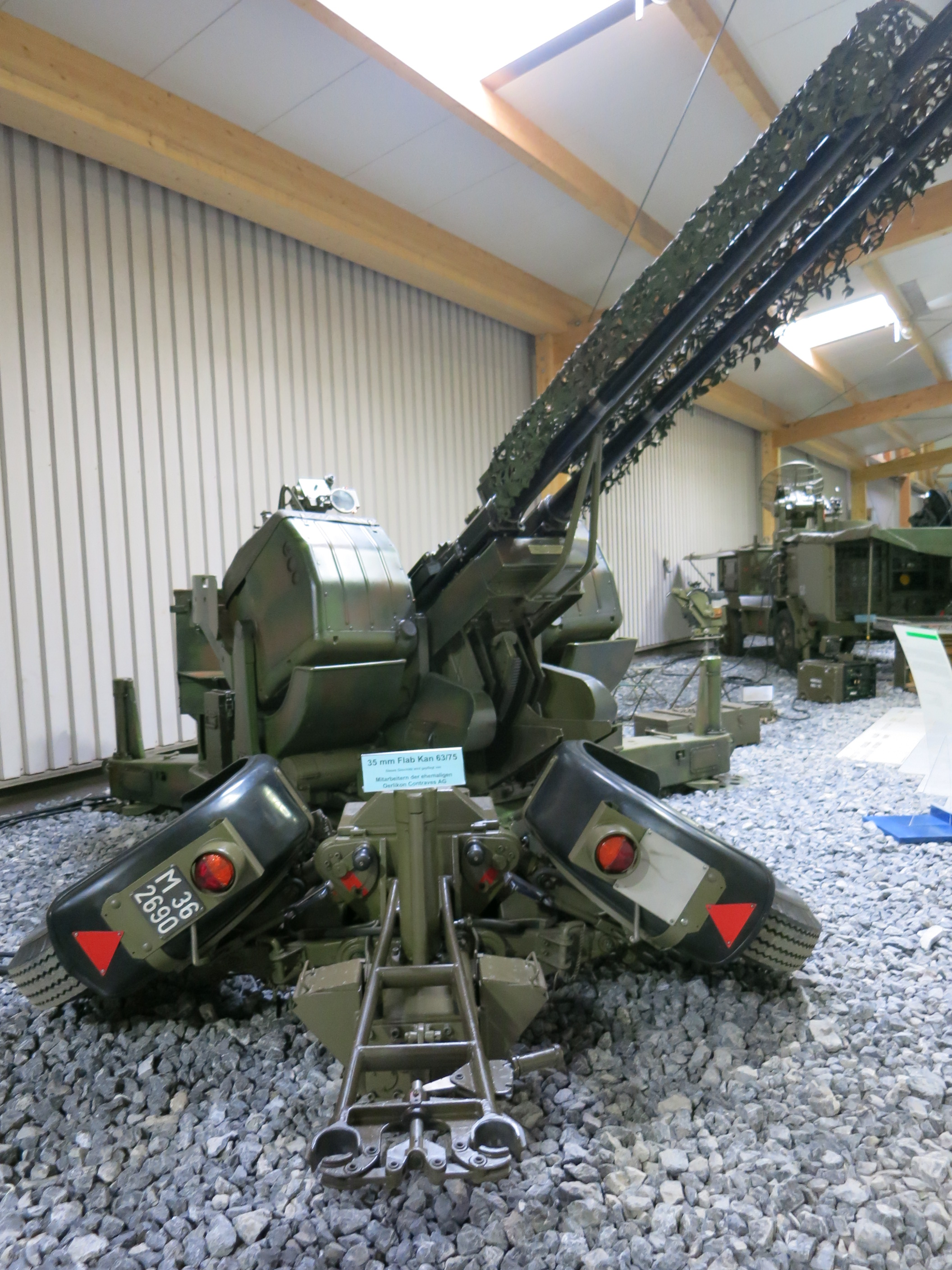
35-mm-Flab-Zwillingskanone Oerlikon 63/90 1963–
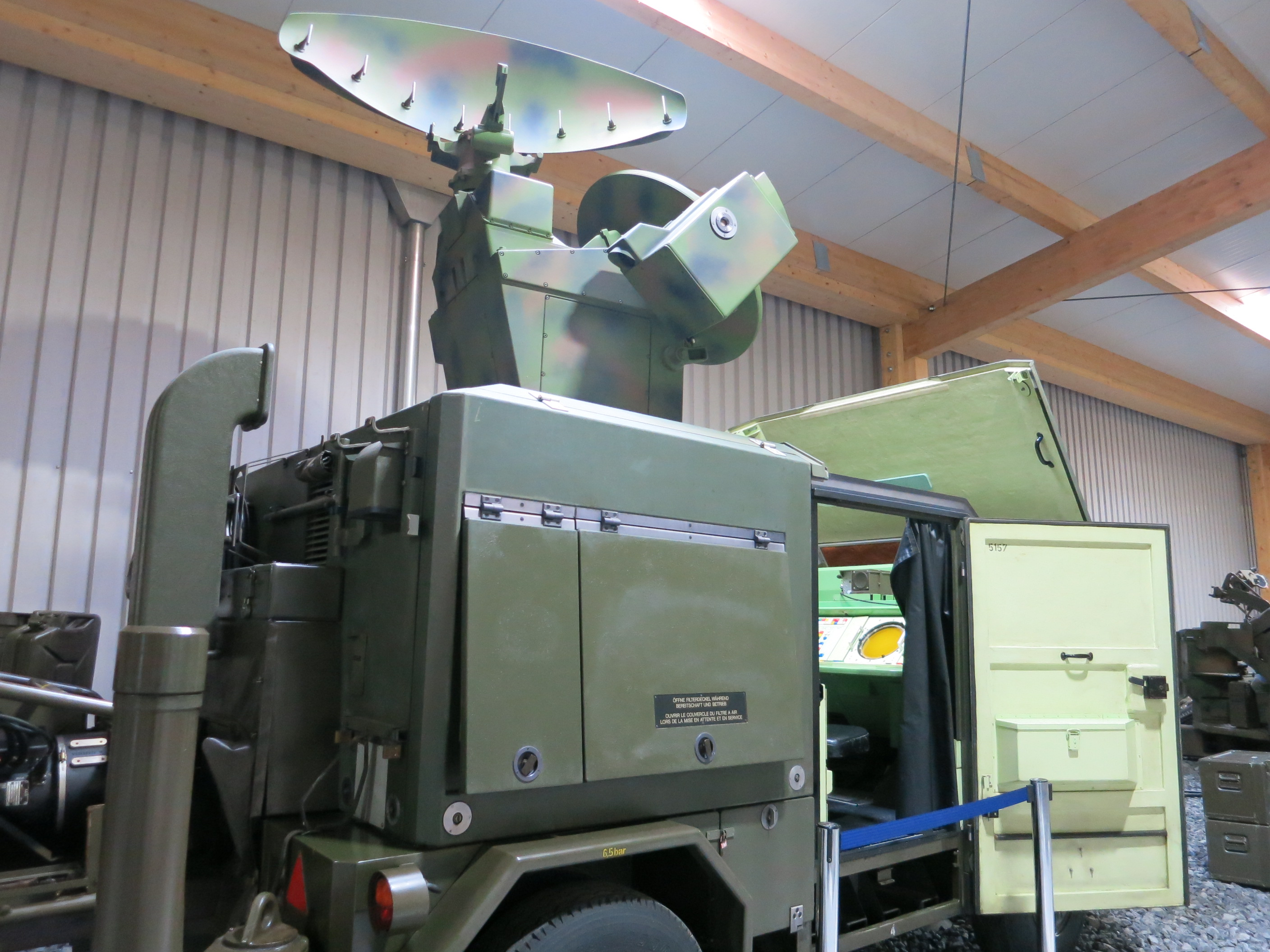
Feuerleitgerät 75/95 «Skyguard» 1975–
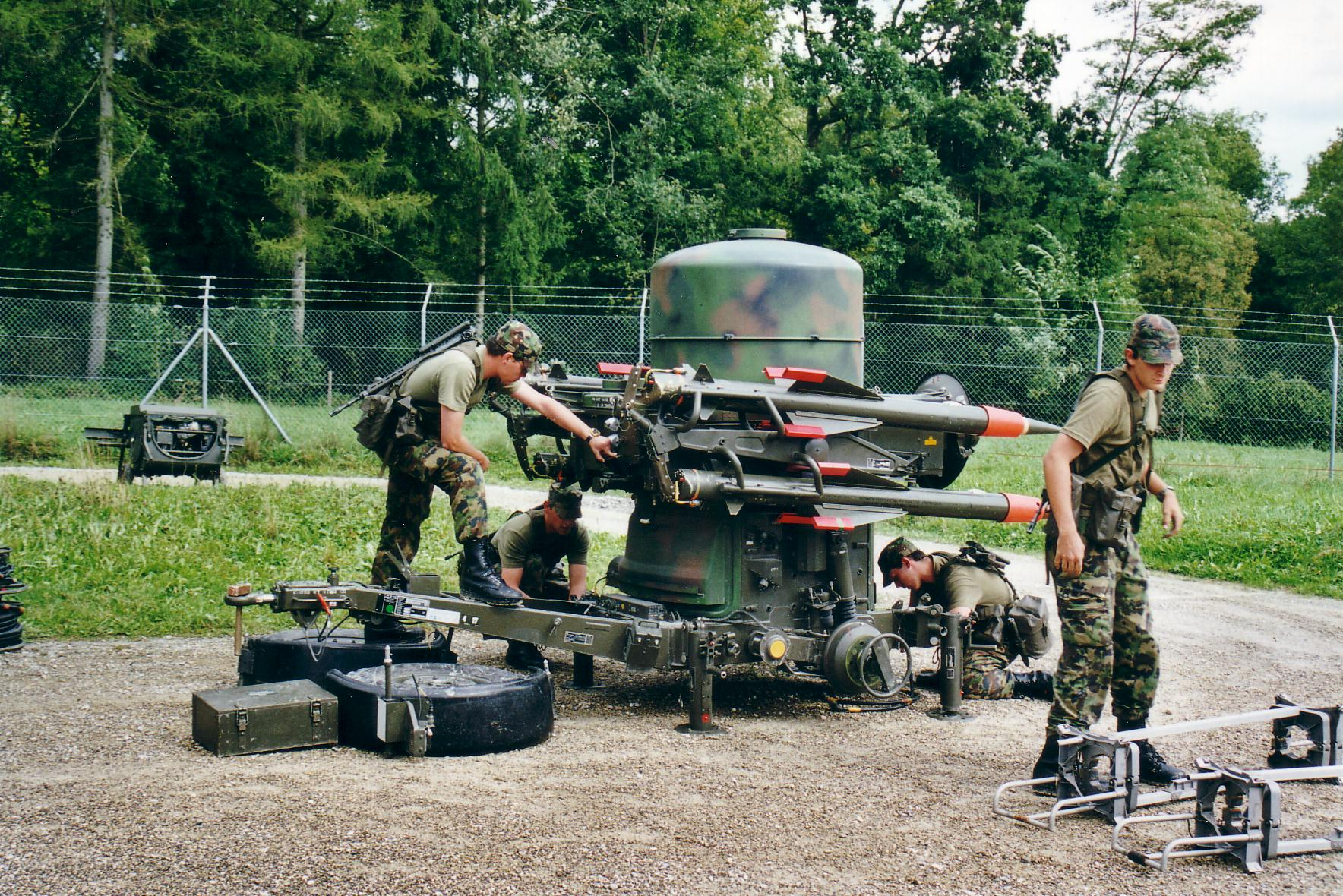
Flablenkwaffe «Rapier» 1984–2022
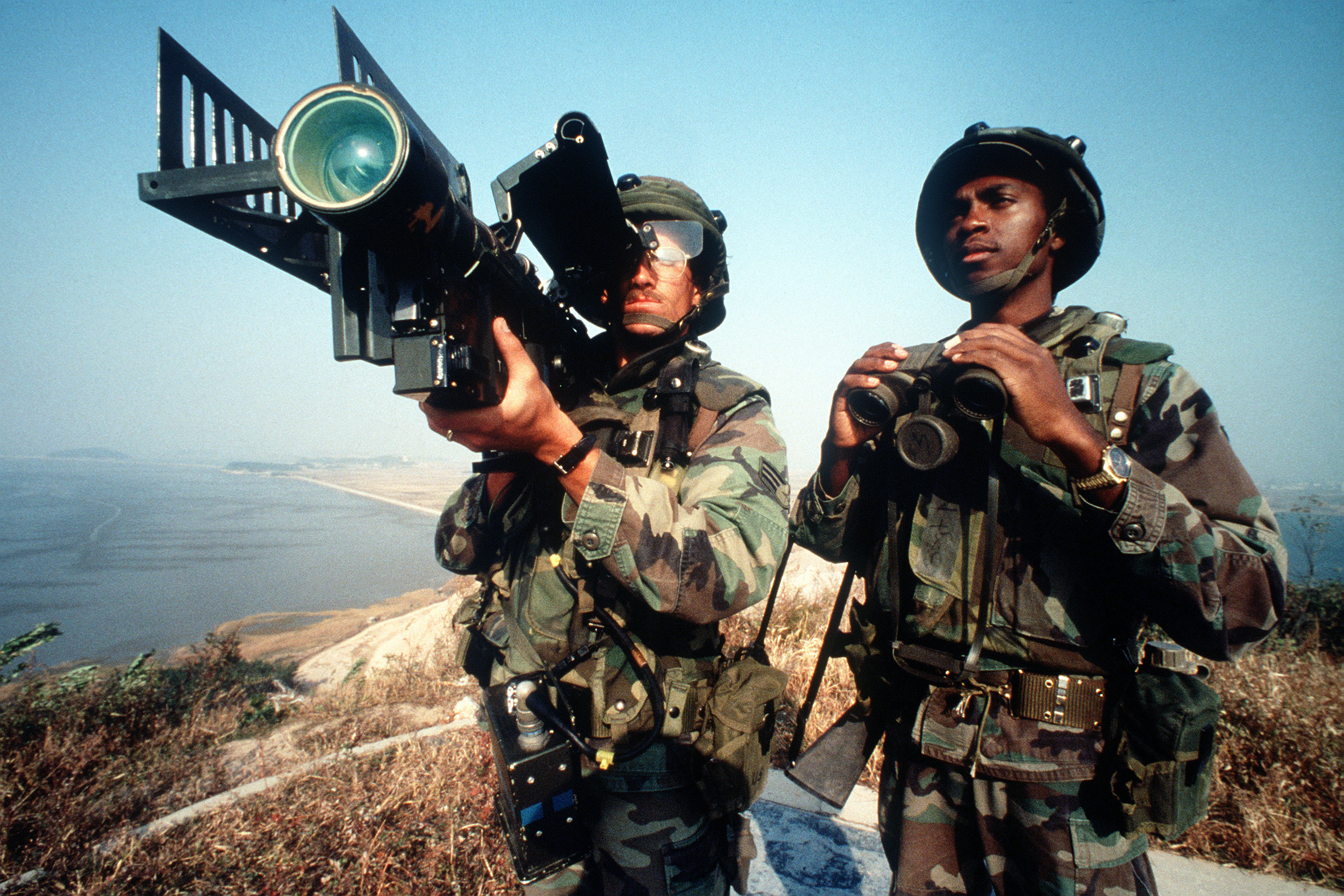
Luftabwehrrakete «Stinger» 1993–

### Armee XXI
Im Rahmen der Armee XXI wurde die Flab-Motorfahrerschule Payerne (Flab RS 48/248) 2003 aufgelöst und die Fliegerabwehrbrigade 33 und alle restlichen Flab-Formationen und Schulen in die Dachorganisation Lehrverband Flab 33 überführt, der die Grundbereitschaft aller Flab-Formationen der Armee sicherstellt (Allwetterflab in Emmen, Sichtwetterflab in Payerne). In der Armee XXI hat die Flab, neu umbenannt in Bodenluftverteidigung (Bodluv), noch acht L-Flab-Lwf-Abteilungen mit insgesamt 288 Feuereinheiten.
Als Ersatz für das Florida-Luftraumüberwachungssystem aus den 1970er-Jahren wurde im Februar 2004 das FLORAKO-System eingeführt.
Milizunteroffiziere schossen 2008 erstmals mit der Flablenkwaffe Stinger ab Schulter unter einsatznahen Bedingungen. Die L Lwf Flab bestand 2009 aus den vier L Flab Lwf Abt 1, 5, 7 und 9 sowie aus den Reserveabteilungen 8 und 10.
Mit dem Projekt «Bodluv 2020» sollte die bodengebundene Luftabwehr modernisiert werden, indem die drei heutigen Systeme (Stinger, Rapier und 35-mm-Flugabwehrkanone) durch zwei Systeme mit kurzer und mittlerer Reichweite ersetzt werden, die in das FLORAKO-System eingebunden werden können, um die gesamten boden- und luftgestützten Komponenten miteinander vernetzen zu können. Das Projekt wurde 2016 sistiert. Anfang 2017 wurde der vormalige Schiessplatz Gluringen der Gemeinde übergeben. Damit verblieb S-chanf als einziger Schiessplatz der 35-Millimeter-Kanonenfliegerabwehr (M Flab) im Training des scharfen Schusses gegen Luftziele.
2021 fiel der Entscheid für die Beschaffung der Patriot.
Ende 2022 wurde das Rapier-System ausser Dienst gestellt und per 1. Januar 2023 der Lehrverband Flab 33 in Bodengestützte Luftverteidigungsbrigade 33 (BODLUV Br 33) umbenannt.

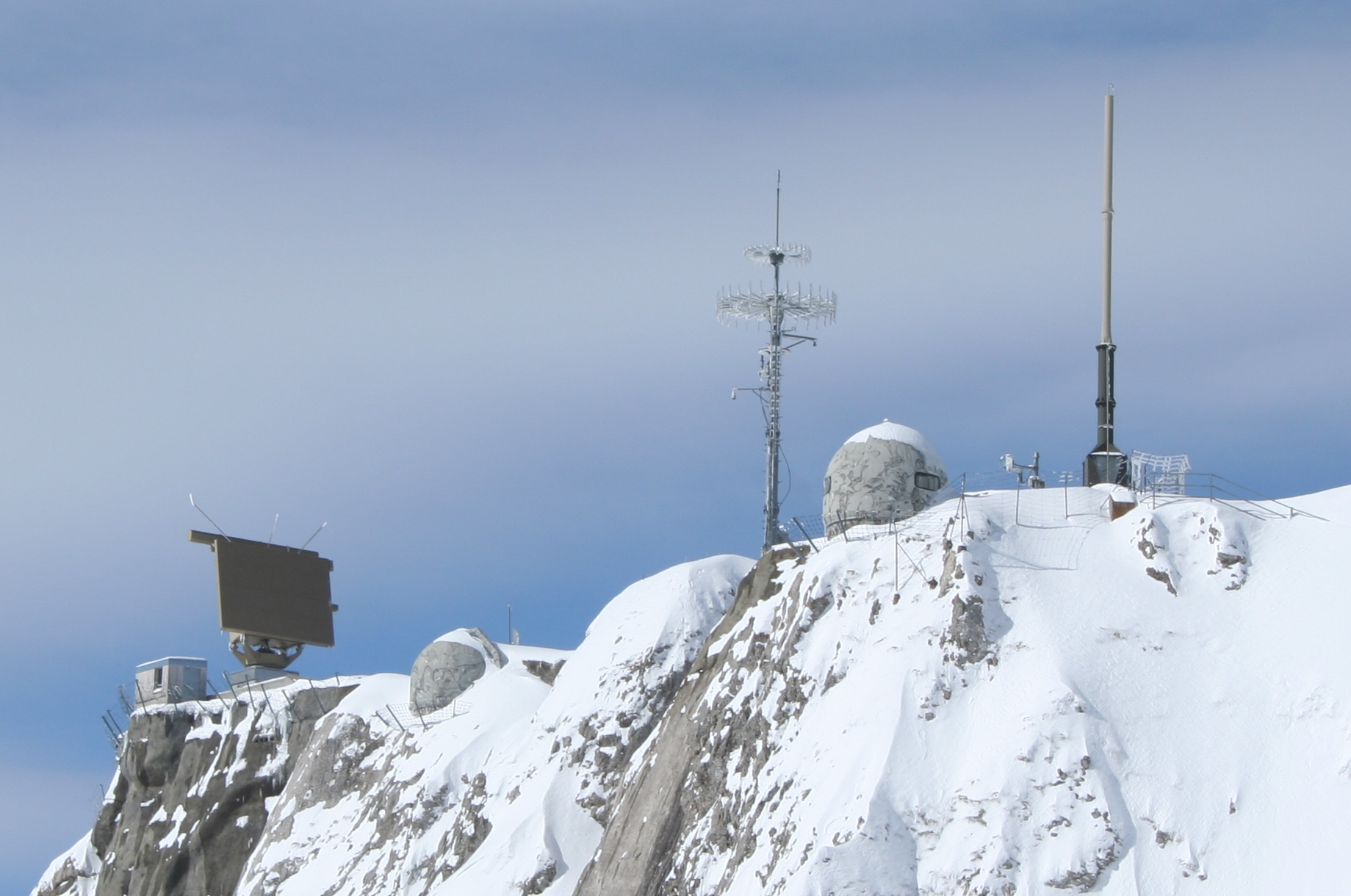
Luftraumüberwachungssystem «Florako» 2004–

## Flab Museen
- Die Militärhistorische Stiftung des Kantons Zug hat den Betrieb der denkmalgeschützten Fliegerabwehr-Lenkwaffenstellung BL-64 ZG „Bloodhound“ auf dem Gubel in der Gemeinde Menzingen übernommen und zeigt die Anlage im Rahmen von Führungen.
- Das Flieger-Flab-Museum Dübendorf gibt mit seiner Sammlung einen Überblick über die Geschichte der Schweizer Militärfliegerei und der Fliegerabwehr.[22]
- Das Schweizerische Militärmuseum Full besitzt eine Sammlung von Raketen und Fliegerabwehrgeschützen.
- Das Armeemuseum Bern beschränkt sich im Bereich Fliegerabwehrwaffen auf die leichten Fliegerabwehrwaffen, die in vielen Varianten auch bei anderen Waffengattungen im Einsatz fanden